# تیم ملی فوتبال زنان موزامبیک
تیم ملی فوتبال زنان موزامبیک، تیم ملی فوتبال زنان موزامبیک است و تحت نظارت فدراسیون فوتبال موزامبیک به فعالیت می‌پردازد.
قابل ذکر است، آنها سومین تیم ملی فوتبال زنان در مناطق آفریقای جنوب صحرا هستند که تا این هنگام یادبود حملات تروریستی ۱۱ سپتامبر را در مرکز اصلی تمرین خود که در ماپوتو قرار دارد، نصب کرده‌اند.